# Universidad Drexel

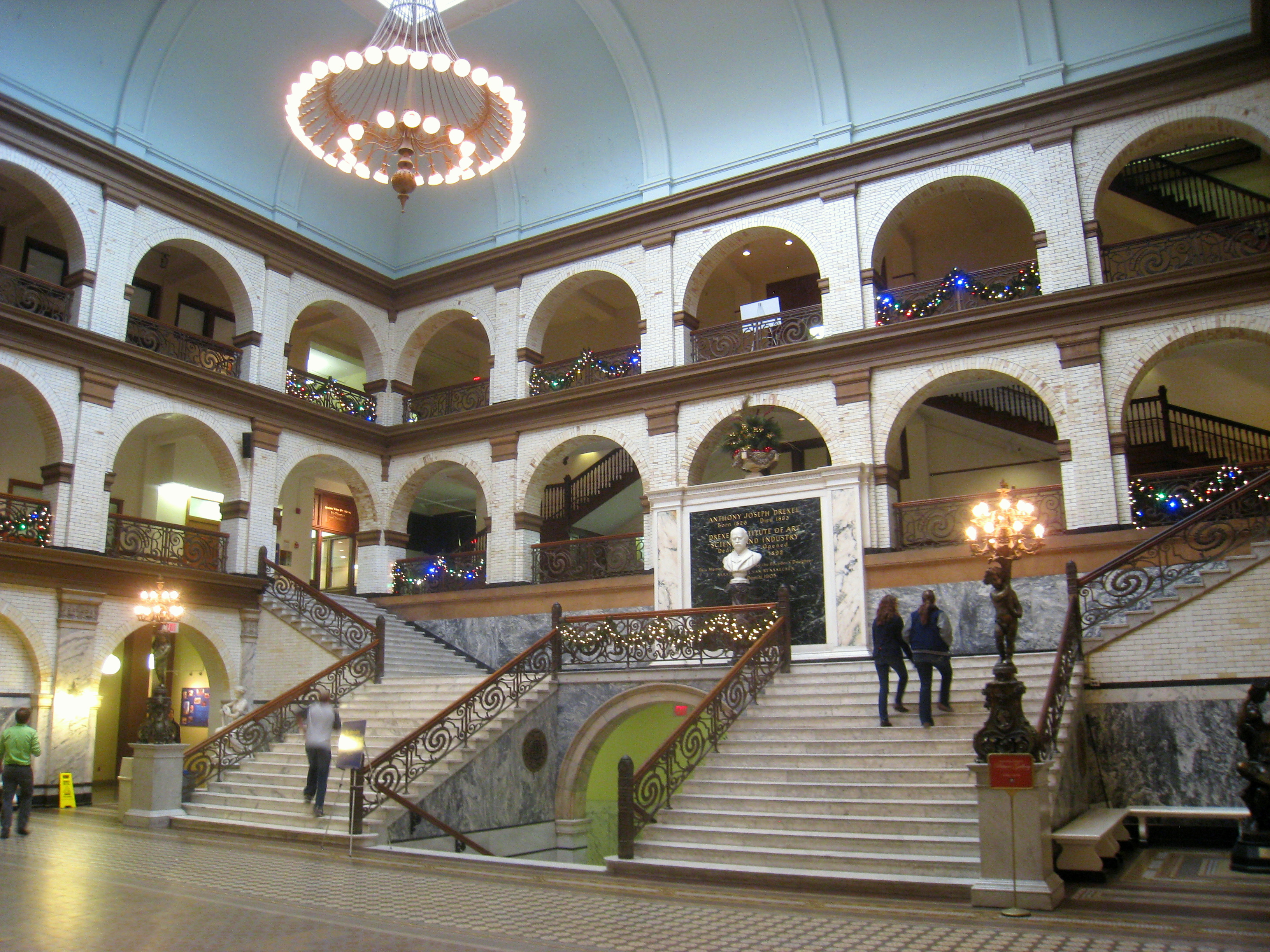
Interior del edificio principal.

La Universidad Drexel es una universidad privada situada en Filadelfia, Pensilvania (Estados Unidos). Fue fundada por Anthony J. Drexel en 1891. John Fry es su actual presidente. En 2011, la Academia de Ciencias Naturales de Filadelfia se afilió con la Universidad Drexel, tomando desde entonces el nombre de Academia de Ciencias Naturales de la Universidad Drexel.

## Deporte
Drexel compite en la Colonial Athletic Association de la División I de la NCAA.

## Exalumnos
- Adriana Chechik
- James P. Bagian
- Michael Behe
- Jon Hall
- Christopher Ferguson
- Malik Rose
- Peter J. Liacouras
- Katherine McNamara